# La Crossa (l'Estany)
La Crossa és una masia del terme municipal de l'Estany, a la comarca catalana del Moianès.
Està situada a prop i al nord del poble, a tocar del cementiri municipal i de la capella del mateix cementiri i a llevant de Cal Noguera. És a llevant del Pla de la Crossa i al nord-est del Collet de Sant Pere, en el vessant sud-est del Puig de la Caritat. Es tracta d'una masia antiga, que en èpoques pretèrites era de les més fortes de la seva parròquia.